# Club Deportivo y Social Vida
El Club Deportivo y Social Vida S.A.D., conocido simplemente como Vida, es un club de fútbol de la ciudad de La Ceiba, República de Honduras. Fue fundado el 14 de octubre de 1940 y juega en la Liga de Ascenso de Honduras. 
Disputa el famoso Clásico Ceibeño, junto a su rival Victoria.
El club disputa sus partidos de local en el Estadio Ceibeño, cuya capacidad es de 17.000 espectadores.

## Historia

### La Década de 1940: Fundación y primeros años

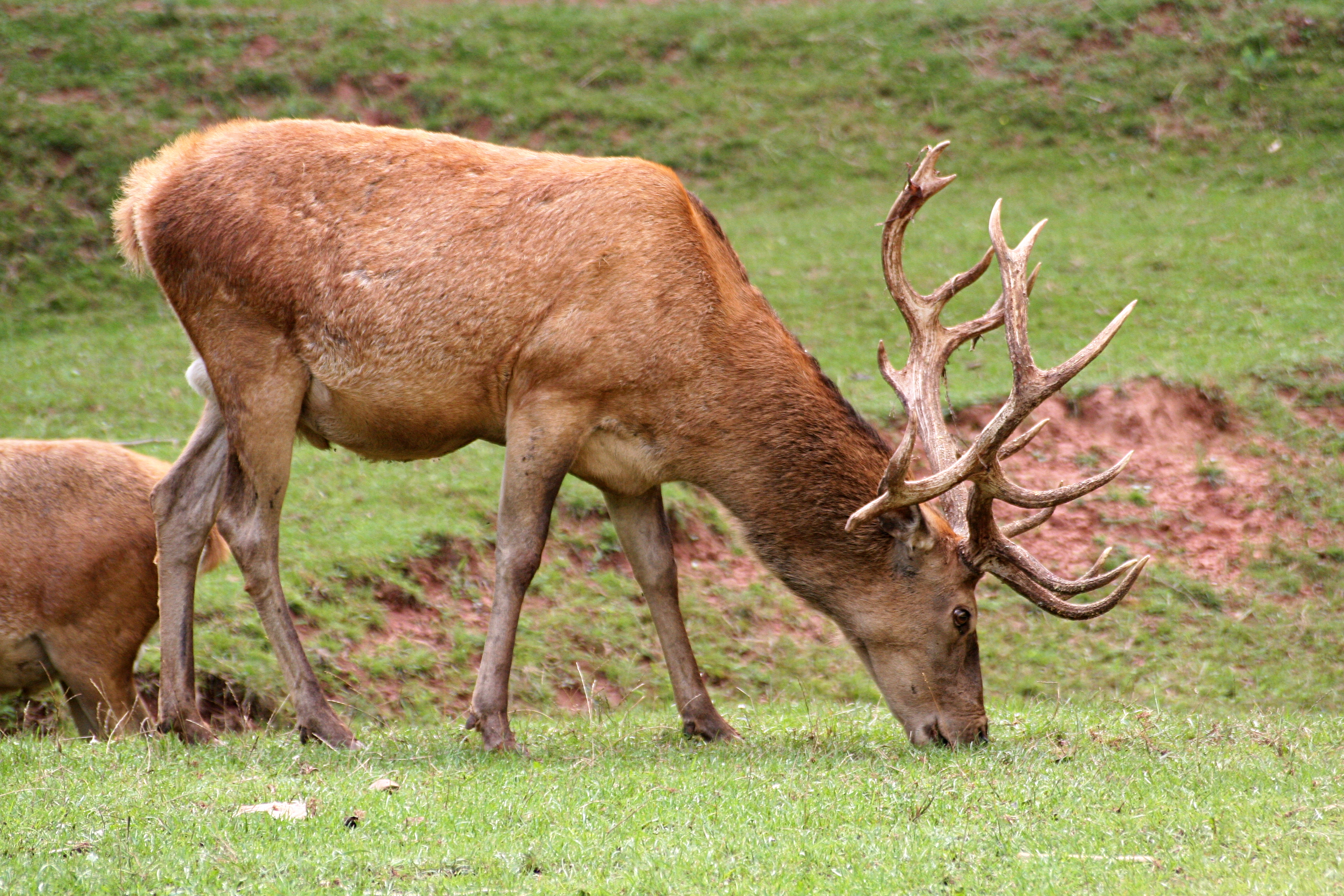
Cervus elaphus, coloquialmente conocido como Venado, es el animal representativo del club.

El Club Deportivo Vida fue fundado el 14 de octubre de 1940 por los señores Gregorio Ramos, José Lamelas y Valentín Vásquez en la ciudad de La Ceiba, Honduras. "SALVAVIDA" fue el nombre original con el cual bautizaron al club, haciendo honor a la empresa cervecera que patrocinaba al equipo. El Club Deportivo Vida se formó cuando el señor Gregorio Ramos decidió separarse de la junta directiva del Club Deportivo Atlántida, y formar su propio equipo. En ese momento el Club Salva Vida empezó jugando en la Liga Dionisio de Herrera.

Años más tarde el club pasó a tomar el nombre de Vida, en honor a la señora Vida Code de Castañeda. Según la historia, el nombre proviene después de que los directivos y los jugadores del club decidieran ir a una piscina, y la señora Vida Code de Castañeda, quien no sabía nadar, cayó a la piscina. Luego el señor Gregorio Ramos empezó a pedir auxilio, diciendo esta frase "Un salvavidas para Vida" y ese mismo día el club pasó a llamarse Club Deportivo Vida, como se le conoce actualmente. Destacando que la marca cervecera Salva Vida, no permitió que el club continuara con el nombre de su marca.
Durante la década de 1940, la mayoría de los jugadores del Club Deportivo Vida eran empleados del señor Gregorio Ramos, quien era propietario de la Lavandería Ramos, ubicada en la ciudad de La Ceiba. Él también era presidente y fundador del club y era quien contribuía económicamente con el club. El club hacía sus entrenamientos en una pequeña cancha dentro del complejo de una empresa bananera llamada Standard Fruit Company (DOLE).

### La Década de 1950: Era amateur
A principios de la década de 1950, el Club Deportivo Vida estaba conformado por estudiantes de secundaria del Instituto Manuel Bonilla y por jugadores del club burocrático: Club Deportivo Diablos Negros. Los futbolistas más notables de este club eran: Talón Arzú, Alberto "Campeón" Amaya, Héctor "Jet" Castillo Mackenzie, Quiro Brooks, Cristóbal "Craka" Brooks y el español Rafael "Fafa" Navarre. Estos fueron considerados los años del semiprofesionalismo del club, periodo que terminó a inicios de la década de 1960, cuando el club empezó a formar parte de la Primera División de Honduras, liga que ha disputado todos los torneos desde que el club ascendió a dicha liga.

### La Década de 1960: Primeros años en el profesionalismo
Luego en la década de los 1960s, el Club Deportivo Vida contó con estrellas como Salvador Hernández, Nilmo Edwards, los hermanos Morris y Junia Garden. Todos ellos se convirtieron en los jugadores claves del club. El Vida terminó como subcampeón en la Liga Amateur de Honduras, perdiendo la final ante el Club Deportivo Olimpia y también quedaron campeones en 1964, derrotando a San Lorenzo, derrotándolos en Tegucigalpa.
En 1961 el Club Deportivo Vida jugó dos partidos contra el ya desaparecido equipo Club Sacachispas, de Guatemala, en el Campeonato de Centroamérica y del Caribe. El Club Deportivo Vida ganó ambos encuentros con el mismo marcador 2-0; ese mismo año jugaron un partido contra el equipo campeón de México: el Club Deportivo Oro, partido que terminó con un empate.
En 1962 el club cambió legalmente su nombre a Club Deportivo y Social Vida, siendo uno de sus proyectos principales hacer una comunidad más segura en La Ceiba. Su primer presidente bajo este nombre fue la dama Flor de María Coello, considerada "reina del equipo".
En el año 1964 la Liga Amateur de Honduras estaba lista para convertirse en un torneo profesional y se le otorgó un cupo a la ciudad de La Ceiba. El Club Deportivo Vida fue colocado en un grupo donde jugó ante dos equipos de la Liga Dionisio de Herrera. El Club Deportivo Victoria y el Club Deportivo Atlántida, ambos de La Ceiba. De ese grupo saldría el equipo que iba a representar a la ciudad de La Ceiba en la Liga Nacional de Honduras. El Club Deportivo Vida ganó el grupo y ascendió a la Liga Nacional. Es de destacar que el Vida fue uno de los fundadores de la Liga Nacional de Honduras; el primer presidente del Club Deportivo Vida en Primera División fue Javier Henríquez.
A partir de ese momento el equipo se convirtió en un club profesional y los salarios de los futbolistas eran pagados en base al dinero que recibían de las taquillas. Cuando el Club Deportivo Vida se convirtió en un equipo profesional, la cancha donde el equipo jugaba y entrenaba cuando era amateur, llamada (Campo Águila) se convirtió en estadio y tomó el nombre de Estadio Ceibeño. Con la construcción de este estadio, el Club Deportivo Vida se movió al Campo Vida para utilizarlo como cancha de entrenamiento. Este campo está ubicado en el Barrio La Isla, cancha que actualmente se denomina Campo Vida.

### Los años de gloria
Entre 1965 y 1972, el Vida normalmente aparecía entre los cuatro mejores equipos de la liga. A excepción de los años 1968 y 1974 cuando el equipo terminó en octavo lugar; y en el año 1975 que terminaron en séptimo lugar y también disputaron dos liguillas y terminaron en quinto lugar en ambas. Durante la década, la gloria del Club Deportivo Vida fue grande, terminando como subcampeones en 1971.
De 1976 a 1985, el Club Deportivo Vida se hizo más grande y estuvieron siempre entre los primeros cuatro puestos de la liga nacional. Las únicas dos excepciones fueron en 1978, cuando terminaron en octavo lugar y en 1979 que terminaron en noveno lugar. La gloria del Club Deportivo Vida aumentó cada vez más cuando el club fue campeón en los años 1981 y 1983. Asimismo cuando fue subcampeón en los años 1984 y 1985, perdiendo una final ante el Marathón y otra ante el Olimpia.
A nivel internacional, el Club Deportivo Vida participó en la Copa de Campeones de la Concacaf 1972 y en la Copa de Campeones de la Concacaf 1973, pero el club fue eliminado en la primera ronda en ambas ocasiones. En la primera edición mencionada fueron eliminados por el Deportivo Toluca de México con un marcador de 1-4 en el agregado; y la otra ante el Deportivo Saprissa de Costa Rica por un marcador de 0-3 en el agregado.
En la década de los años 1980s el Club Deportivo Vida participó en la Copa de Campeones de la Concacaf 1982 y en la Copa de Campeones de la Concacaf 1984. En la del año 1982 fueron eliminado por el New York Pancyprian-Freedoms en la tercera ronda por un marcador de 2-3 en el agregado y en la del año 1985, el Club Deportivo Vida eliminó al Club Deportivo FAS de El Salvador por un marcador de 3-2 en el agregado, pero luego fue eliminado por el Club América de México por un marcador de 1-3 en el agregado.
Durante la década de los años 1970s los futbolistas más notables del club fueron, Adolfo Collins y Carlos Alvarado, quien actualmente es el máximo anotador de la historia del club. Mientras que en la década de 1980s fueron José Enrique Mendoza, Matilde Lacayo, Dennis "La Bomba" Hines, Cipriano Dueños, quien fue el campeón goleador en 1986, y José Roberto Figueroa, quien ha sido uno de los máximos referentes de la Selección de fútbol de Honduras de la historia. Disputó la Copa Mundial de Fútbol de 1982 y luego fue traspasado al Real Murcia Club de Fútbol, que en esos tiempos estaba en la Primera División de España.

#### Primer título (1981)
El primer título de liga que se adjudicó el Club Deportivo Vida fue en octubre de 1981 de la mano del entrenador: Roberto Gonzáles Ortega. El conjunto 'Cocotero' obtuvo el campeonato, después de disputar la final en una serie de dos partidos, contra el Atlético Morazán de Tegucigalpa; dirigido técnicamente por Carlos Padilla Velásquez.
El primer partido de la final se jugó en el estadio General Francisco Morazán de San Pedro Sula. En ese encuentro los 'Cocoteros' derrotaron al Atlético Morazán por marcador de 3-1. Los goles fueron anotados por Matilde Lacayo, José Enrique Mendoza y Jesús Carías para el Club Deportivo Vida, descontando para el Morazán; Moisés Velásquez.
El partido final se jugó en Estadio Nilmo Edwards de La Ceiba ante unos 8.000 aficionados. El encuentro; arduamente disputado a lo largo de los noventa minutos, se definió por un lanzamiento penal cobrado por el capitán Enrique "Palanca" Mendoza. El castigo desde los once metros vino después de que el árbitro central, Jorge Irías, observara una falta en contra del delantero, Matilde Lacayo dentro del área.
Al pitazo final del encuentro, los aficionados ceibeños se lanzaron jubilosamente a las calles; a celebrar el tan ansiado título, con desfiles y caravanas encabezadas por el cuerpo de bomberos de la ciudad.

#### Segundo título (1983)
El Club deportivo Vida, obtuvo su segundo título de Liga Nacional de Fútbol de Honduras, en 1983 de la mano del entrenador; Gonzalo Zelaya, quien contó con la casi totalidad de los jugadores que obtuvieron el primer campeonato en 1981, además con la incorporación de Miguel Ángel "Chichi" Lanza, Manuel Gámez y la aparición de otros jugadores como Natividad Barrios, Júnior Mejía, Marco Tulio "Socadito" Zelaya. Cabe destacar que en este torneo no hubo final y el campeón se definió por la tabla sumatoria en la cual, el Club Deportivo Vida terminó en primer lugar.

### La Década de 1990: Decadencias
De 1986 a 1996, el Club Deportivo Vida entró en un gran declive. Dejó de ser el equipo dominante y poderoso que era entre los años 1975 y 1985. En 1986, el Club Deportivo Vida se vio involucrado en un amaño de partidos después de la ronda final de la Liga Nacional. Ese año el Club Deportivo Vida había conseguido terminar en primer lugar en el torneo regular de manera espectacular y luego en la liguilla terminó en tercer lugar. El Club Deportivo Vida fue acusado de haber regalado la final al Club Deportivo Olimpia, club que consiguió el título en ese año. En ese hecho, después de la investigación realizada por la comisión disciplinaria, se determino castigar a 3 futbolistas del CD Vida y al entrenador y un futbolista del CD Olimpia. 
El Club Deportivo Vida nunca volvió a ser el equipo poderoso que era en los inicios y mediados de los años 1980. En el año 1987 terminaron en octavo lugar, en 1988 en cuarto lugar y en 1989 en noveno lugar, siendo une de los peores puestos registrados en la historia del club. Los años 1990 solo le regalaron una gloria al club y fue la del tercer lugar del año 1993. Después de esto no hubo otra buena temporada. Terminaron en séptimo lugar en 1990, 1991 y 1994; y finalizaron octavos en 1992, 1995 y 1996.
En 1997 surgió en Honduras el sistema de torneo, teniendo como referencia la Primera División de México. El Apertura y el Clausura fue el nuevo sistema de competición que se le implementó a la Primera División de Honduras. Al Club Deportivo Vida tampoco le favoreció este sistema de competición, ya que en el Apertura y Clausura de 1997, el club terminó en octavo lugar; noveno lugar en el Clausura de 1998, 2000 y 2001; décimo lugar en el Clausura 1999; y un mediocre sexto lugar en la calificación para la liguilla, perdiendo ante el Motagua en el Apertura 1999 y en el Apertura 2000.

### La Década de 2010
Para el Apertura 2001 el formato de liguilla cambió a cuatro equipos clasificados. El Club Deportivo Vida quedó muy cerca de clasificar a la liguilla en tres torneos: Clausura 2002, Apertura 2004 y Clausura 2005. El club terminó en quinto lugar en estos tres torneos; y en los torneos Clausura 2008 y Clausura 2009 terminó en cuarto lugar y sí logró clasificar a la liguilla.
Después de los torneos presentados anteriormente, el Club Deportivo Vida terminó en malas posiciones. Finalizó en décimo lugar en tres torneos: Apertura 2006, Clausura 2007 y Apertura 2008; terminó en noveno lugar en el Apertura 2003 y en el Apertura 2005; fue octavo lugar en el Apertura 2007; acabó en séptimo lugar en el Apertura 2009; fue sexto lugar en el Clausura 2006 y en el Apertura 2010 y terminó en cuarto lugar en el Torneo Clausura 2011, cuando estuvo a punto de clasificar a la final en un dramático partido disputado ante el Motagua. Este partido que se jugó en Tegucigalpa terminó con un marcador de 3-2.

### La Década de 2020: Caídas y primer descenso
Sin lugar a dudas la década de 2020 sería la más desastrosa para el club en toda su historia.
En el año 2020 se canceló el futbol en Honduras debido a la Pandemia de COVID-19, la cual hizo que se cancelara el futbol en todo el mundo.
Con el regreso del futbol en 2021, el equipo no logró levantar la cabeza en los años posteriores.
En el año 2024 disputaría junto a los Lobos UPNFM la promoción por el descenso a la Segunda División de Honduras en la cual los Lobos vencerían al Vida en una serie de ida y vuelta.

## Rivalidades

### Clásico Ceibeño, vs. Victoria
(El derbi de La Ceiba) es un partido de fútbol que se juega entre el Club Deportivo Victoria y el Club Deportivo Vida, ambos clubes de la ciudad de La Ceiba, considerada capital del futbol hondureños por sus aportes al futbol nacional.
Este clásico se disputa desde que el Club Deportivo Victoria ascendió a la Primera División hasta el descenso del Club Deportivo Social Vida en 2024. La mayoría de veces este derbi ha sido ganado por el Club Deportivo Victoria y es considerado uno de los cinco mejores clásicos del fútbol hondureño.

## Afición
El Club Deportivo Vida cuenta con una de las aficiones más grandes del país, siendo el quinto equipo con más afición en Honduras, según estadísticas la afición del Vida aumentó en los años 80s, cuando el club tuvo sus mejores torneos e incluso llegó a la final en cuatro torneos consecutivos, el Club Deportivo Vida es el quinto club con más hinchas en el país, siendo superado únicamente por los hinchas de los cuatro grandes, el Club Deportivo Olimpia, el Club Deportivo Motagua, el Real Club Deportivo España y el Club Deportivo Marathón.

## Estadio
El Estadio Nilmo Edwards, conocido como "Ceibeño", es un estadio de fútbol que fue fundado en el año 1982, este estadio cuenta con una capacidad para 27 000 espectadores que se localiza en la ciudad de La Ceiba en el Departamento de Atlántida. Actualmente es el lugar sede para los partidos de los equipos profesionales de fútbol Club Deportivo Vida y el Club Deportivo Victoria, equipos que juegan en la Liga Nacional.
El Club Deportivo Vida juega sus partidos de local en el Estadio Ceibeño, estadio que está ubicado en el barrio Potreritos, en la ciudad de La Ceiba, el estadio cuenta con una capacidad para 25.000 espectadores y es el cuarto estadio más grande de Honduras, es Club Deportivo Vida comparte este estadio con su tradicional rival, el Club Deportivo Victoria, antes de la fundación de este estadio que fue fundado en el año 1982, ambos equipos ceibeños utilizaban canchas pequeñas ubicadas en la ciudad de La Ceiba, por lo que la Municipalidad de La Ceiba se vio obligada a construir un estadio para que ambos equipos de la ciudad utilizaran.
Este es uno de los estadios más importantes del fútbol hondureño y uno de los más grandes de Honduras, cuenta con una capacidad de 27 000 espectadores.

## Datos del club
Estadísticas del Club Deportivo Vida
- Puesto histórico: 6°
- Temporadas en 1ª: 68 Temporadas
- Mejor puesto en la liga: 1.º
- Peor puesto en la liga: 10.º
- Mayor número de goles en una temporada: 44
- Mayor goleada a favor: 5-0 sobre Motagua
- Mayor goleada en contra: 0-7 ante Motagua
- Jugador con más partidos disputados: Jorge Lozano
- Jugador con más goles: Carlos Alvarado (77)
- Portero menos goleado: Yull Arzu
- Equipo filial: Vida Reservas
- Socios: Dip Shipping Co.
- Asistencia media: 1,000 espectadores por partido

## Uniforme
- Uniforme titular: Camiseta de rayas verticales rojas y blancas, pantalón rojo, medias rojas.
- Uniforme alternativo: Camiseta de rayas verticales negras y blancas, pantalón negro, medias negras.

## Jugadores

### Plantilla 2025
- Los equipos hondureños están limitados a tener en la plantilla un máximo de cuatro jugadores extranjeros.
  - Milton Núñez posee doble nacionalidad, uruguaya y hondureña.

### Altas Apertura 2024
| Altas   |          |             |      |
| Jugador | Posición | Procedencia | Tipo |

### Bajas Apertura 2024
| Bajas            |               |           |                       |
| Jugador          | Posición      | Destino   | Tipo                  |
| Clever Portillo  | Defensa       | Motagua   | Traspaso              |
| Marcelo Canales  | Mediocampista | Génesis   | Traspaso              |
| Roger Sander     | Defensa       | Olancho   | Rescisión de contrato |
| Danilo Palacios  | Defensa       | Olancho   | Fin de contrato       |
| Cristian Manaiza | Mediocampista | Juticalpa | Fin de contrato       |

### Goleadores
- Actualizado hasta febrero de 2013.[2]

#### Goleadores históricos
| #  | Jugador              | Goles |
| -- | -------------------- | ----- |
| 1. | Carlos Alvarado      | 76    |
| 2. | Dennis Hinds         | 44    |
| 3. | Arturo Garden        | 40    |
| 4. | Matilde Lacayo       | 39    |
| 5. | Morris Garden        | 37    |
| 6. | Jorge Ernesto Pineda | 37    |
| 7. | José Enrique Mendoza | 36    |
| 8. | Rubilio Castillo     | 36    |

#### Campeones de goleo
| #  | Jugador         | Campeonato    | Goles |
| -- | --------------- | ------------- | ----- |
| 1. | Junia Garden    | 1967-68       | 13    |
| 2. | Carlos Alvarado | 1970-71       | 16    |
| 3. | Carlos Alvarado | 1971-72       | 14    |
| 4. | Cipriano Dueñas | 1986          | 12    |
| 5. | Jerry Bengtson  | Clausura 2010 | 10    |

## Entrenadores

### Lista de entrenadores
| - Luis Comitante (1967-1970) - Carlos Wellman (1971) - Haroldo Cordón (1975, 1977-1978) - Roberto González (1981) - Gonzalo Zelaya (1983) - Roberto González (1984-1985) - Mario Ramón Sandoval (1995) - Ariel Sena (1995-1996) - Enrique Grey (1996) - Francisco Avilán (1997-1998) - Francisco Paternó (1999) - Héctor Vargas (1999-2000) - Ernesto Núñez (2000) - Denis Allen (2000) | - Manuel Calderón (2000) - Jan Hajek (2001) - Héctor Vargas (2001) - David Aquiles Medina (2001) - Raúl Martínez Sambulá (2002) - Jairo Ríos (2006) - Horacio Londoño (2006-2007) - Ricardo Ortiz (2007) - Raúl Martínez Sambulá (2007-2008) - Manuel Calderón (2008) - Alberto Domingo Romero (2008-2009) - Carlos Martínez (2009-2012) - Jorge Ernesto Pineda (2013-2014) | - Hernán García (2014) - Ramón Maradiaga (2014-2015) - Elvin López (2015-2016) - Carlos Pavón (2017) - David Fúnez (2017) - Héctor Castellón (2017-2018) - Raúl Martínez Sambulá (2018-2019) - Héctor Castellón (2019) - Fernando Araújo (2019-2020) - Ramón Maradiaga (2020) - Nerlin Membreño (2020-2021) - Fernando Mira (2021) - Júnior Izaguirre (2022) - Raúl Cáceres (2022-2023) - Héctor Vargas (2023-2024) - Raúl Martínez Sambulá (2024) - Leonardo Rodríguez (2024) - David Fúnez (2024) - Martín García (2024-2025) - Raúl Musuruana (2025-Act.) |

## Palmarés

### Torneos nacionales
- Campeones Liga Nacional de Fútbol de Honduras (2): 1981-82, 1983-84
- Campeón Liga FNDEH (1): 1961–62.
- Subcampeón de la Liga Nacional de Fútbol de Honduras (3): en 1971-72, 1984-85 y 1985-86.

### Reservas
- Campeón Liga Nacional de Honduras de Reservas (1): 2010–11 A.